# Крајпуташ Милану Трнавцу у Горњим Бранетићима
 Крајпуташ Милану Трнавцу у Горњим Бранетићима Општина Горњи Милановац подигнут је на ободу старог гробља „Трнавци” на коме се покојници не сахрањују још од 1932. године. Како се споменик налази непосредно уз пут, готово је извесно да не представља надгробно обележје, већ кенотаф. Подигнут је у помен Милану Трнавцу војнику I позива из Горњих Бранетића.
Према податку да је споменик подигнут 1887. године, као и рељефном приказу Споменице на рат 1885−1886, може се претпоставити да је Милан Трнавац изгубио живот током или непосредно после Српско-бугарског рата.

## Опис споменика
На предњој, источној страни споменика уклесан је декоративан крст на постољу, испод кога је текст епитафа. На јужном боку текст се наставља, док је северном у рељефу приказана пушка. На полеђини споменика исклесан је јединствен призор: у великом крстоликом ордену са лентом препознаје се Споменица на рат 1885−1886 године. Испод, на стилизованом опасачу виси бајонет.
Крајпуташ је исклесан од порозног бранетићског камена из мајдана Врановица. Димензије стуба износе 160х35х30 cm. У дубљим урезима понегде су још видљиви трагови првобитне полихромије. Крајпуташ је у лошем стању, као и већина споменика на овом гробљу потпуно зараслом у густу вегетацију.

## Епитаф
На предњој страни споменика читљиво је само:
ОВАИ
СПОМЕН
ПОКАЗУЈЕ
ВОИНИКА
I ПОЗИВА
МИЛАНА
ТРНАВЦА
КОИ ЖИВЕ
Текст се наставља у 9 редова на јужној бочној страни, од чега је читљиво само:
У НИШУ
.............
БРАТ
.............
1887.